# غوان متوج
غوان متوج (الاسم العلمي: Penelope purpurascens) هو نوع من الطيور يتبع جنس الغوان بنيلوب من فصيلة القرازية.